# Merck Serono
Merck Serono è la divisione biofarmaceutica di Merck KGaA, gruppo globale specializzato in prodotti innovativi e ad alta tecnologia, nei settori chimico e farmaceutico. È stata costituita il 5 gennaio 2007, a seguito dell'acquisizione di Serono da parte di Merck. Con i suoi 14.600 dipendenti in tutto il mondo, è la divisione più grande del gruppo Merck.
Merck Serono ricerca, sviluppa, produce e commercializza farmaci da prescrizione di origine chimica o biotecnologica in indicazioni specialistiche (oncologia, sclerosi multipla, infertilità, disfunzioni endocrine e del metabolismo, e patologie cardiometaboliche). I medicinali Merck Serono sono distribuiti in 150 paesi, con un fatturato nel 2013 di 6,3 miliardi di euro. Più della metà delle vendite di Merck Serono è generata da prodotti biotecnologici.
Merck Serono è inoltre fortemente impegnata nello sviluppare nuovi trattamenti nelle aree terapeutiche neurologia, oncologia, immuno-oncologia e immunologia. Ogni anno l'azienda investe circa il 20% del suo fatturato in attività di ricerca e sviluppo, svolte soprattutto in Stati Uniti, Germania, Cina e Giappone.

## Merck Serono in Italia
Merck Serono S.p.A., società italiana del gruppo Merck, è presente in Italia con tre sedi: gli uffici direzionali in Piazza del Pigneto a Roma, il centro di ricerca di Guidonia Montecelio ed il centro di produzione di Bari-Modugno. Inoltre Merck Serono S.p.A. controlla al 100% l'Istituto di Ricerche Biomediche "Antoine Marxer" RBM S.p.A. a Colleretto Giacosa (TO). È stata inoltre per anni sponsor della Fondazione Merck Serono le cui attività si sono concluse il 31 ottobre 2022.
Attività: Direzione Generale, Affari legali, Relazioni Istituzionali, Direzione Medica, Affari Regolatori, Risorse Umane, Servizi Commerciali, Finanza, Amministrazione e Controllo, Business Technology, sviluppo di nuovi metodi analitici e di nuove formulazioni, Controllo di qualità, studi di stabilità per i principali prodotti commercializzati, produzione di principi attivi su scala pilota di molecole organiche e peptidi da sintesi chimica a fini sperimentali, produzione di farmaci biotecnologici e medicinali sterili iniettabili in formulazioni liquide e in polvere, incluso il confezionamento primario e secondario, il controllo ed il rilascio dei lotti; controllo, confezionamento secondario e rilascio di medicinali non sterili (capsule rigide, compresse, supposte); assemblaggio e confezionamento di dispositivi medici, studi di sicurezza preclinica.